# Pico Bejenado
Pico Bejenado är en bergstopp i Spanien.   Den ligger i regionen Kanarieöarna, i den västra delen av landet, 1 200 km väster om huvudstaden Madrid.
Terrängen runt Pico Bejenado är varierad.  Det finns inga samhällen i närheten. 